# Mahieu de Gant
Mahieu de Gant (fl. fin du XIIIe siècle ) était un trouvère flamand originaire de Gand que l'on associe à  "l'école d'Arras". Il a été confondu avec Mahieu le Juif mais le même manuscrit qui contient leurs œuvres les distingue clairement l'un de l'autre. On ne peut dater ses poèmes que grâce à ceux avec qui il composa des  jeux partis (en), dont Robert de la Piere qui mourut en 1258. Toutes les mélodies de Mahieu sont en forme AAB.

## Chansons
Chansons
- Con plus aim et mains ai joie
- De faire chançon envoisie
- Je serf Amours a mon pooir

Jeux partis
- Mahieu de Gant, respondés a ce (avec Robert de la Piere)
- Mahieu de Gant respondés a moi (avec Robert de la Piere; sans musique)
- Mahieu, je vous part, compains (avec Colart le Changeur)
- Mahieu, jugiez, se une dame amoie (avec Henry Amion)

## Sources
- Falck, Robert. "Mahieu de Gant." Grove Music Online. Oxford Music Online.